# Alexa Kenin
Alexa Jordan Kenin (New York, 16 februari 1962 — aldaar, 10 september 1985) was een Amerikaans actrice.

## Levensloop
Kenin werd geboren als dochter van Dr. Michael Kenin en actrice Maya Kenin. Nadat ze op driejarige leeftijd een uitvoering zag van de Notenkraker, was ze vastberaden actrice te worden. In 1972 maakte ze haar filmdebuut, met een bijrol in de televisiefilm The House Without a Christmas Tree. In 1977 volgde haar theaterdebuut, met een rol in de New York Public Theater-productie Landscape of the Body. Hierin speelde ze tegenover onder andere Shirley Knight en F. Murray Abraham.
Aan het einde van de jaren 70 speelde Kenin voornamelijk in televisiefilms. In 1979 kreeg ze de rol van muurbloem Mousie in de familiesitcom Co-ed Fever. Hoewel in totaal zes afleveringen werden gemaakt, werd de serie al na de eerste aflevering van de buis gehaald. Ook speelde ze regelmatig in ABC Afterschool Specials, waaronder de specials The Amazing Cosmic Awareness of Duffy Moon (1976), Me and Dad's New Wife (1976), Make Believe Marriage (1979), A Movie Star's Daughter (1979) en Amy & the Angel (1982).
In 1980 speelde Kenin in haar eerste film die in de bioscoop werd uitgebracht. In dat jaar speelde ze tegenover onder andere Tatum O'Neal en Kristy McNichol in de tienerfilm Little Darlings. Tijdens de principiële fotografie kwam ze 10 kilogram aan in gewicht. Een jaar later was ze opnieuw in het theater te zien. Ze speelde tegenover Neil Simons in het toneelstuk I Ought To Be In Pictures, een rol waarvoor ze veel lof kreeg. Het succes resulteerde in een rol in de kritisch geprezen televisiefilm A Piano for Mrs. Cimino (1982). Hierin speelde ze naast Bette Davis. Datzelfde jaar was ze ook tegenover Clint Eastwood te zien in Honkytonk Man.
In mei 1985 speelde ze naast actrice Amanda Plummer in het toneelstuk Life Under Water. Hierna had Kenin het druk met de opnamen van de tienerfilm Pretty in Pink (1986), waarin ze de beste vriendin van Molly Ringwald speelde. Vlak nadat ze deze had afgerond, werd ze dood in haar appartement in Manhattan aangetroffen. Er werd geconstateerd dat ze werd doodgeslagen, maar de dader werd nooit onthuld. Verschillende theorieën gingen rond. Zo werd gedacht dat haar ex-vriend haar vermoordde. Andere bronnen meldden dat een obsessieve fan een einde maakte aan haar leven, nadat zij weigerde met hem te praten.
Kenins dood ging vrijwel onopgemerkt voorbij. Enkel de New York Times maakte een korte melding van haar overlijden. De film Pretty in Pink werd ter nagedachtenis van de actrice uitgebracht.

## Filmografie
- Bibliothèque nationale de France: cb141930087 (data)
- International Standard Name Identifier: 0000 0000 0350 5793
- Library of Congress Control Number: no99067990
- Nationale Bibliotheek van Israël: 987007421443205171
- Virtual International Authority File: 44510079
- WorldCat: E39PBJpDPHxbwPX3yJy67Gx4bd